# 石砾唐松草
石砾唐松草（学名：Thalictrum squamiferum），为毛茛科唐松草属下的一个种。

## 扩展阅读
維基物種上的相關：石砾唐松草